# جيرار مارتن
جيرار مارتن (بالفرنسية: Gérard Martin )‏ (و. – م) هو ممثل، من فرنسا.

## وصلات خارجية
- جيرار مارتن على موقع IMDb (الإنجليزية)